# Keith Thomas (istoric)
Keith Vivian Thomas (n. 2 ianuarie 1933, Wick⁠(d), Vale of Glamorgan, Țara Galilor, Regatul Unit) este un istoric britanic al lumii moderne timpurii, cu sediul la Universitatea Oxford. Este cunoscut drept autor al cărților Religion and the Decline of Magic și Man and the Natural World. Din 1986 până în 2000 a fost președinte al Colegiului Corpus Christi al Universității Oxford.